# Quentalia drepanoides
Quentalia drepanoides är en fjärilsart som beskrevs av Walker 1866. Quentalia drepanoides ingår i släktet Quentalia och familjen silkesspinnare. Inga underarter finns listade.